# Кудрявцев, Пётр Григорьевич
Пётр Григорьевич Кудрявцев (1858 — ?) — врач, депутат Государственной думы II созыва от Кубанской области и Черноморской губернии

## Биография
Дворянин из казачьей семьи. В 1875 году окончил Ставропольскую гимназию, в 1881 году — Военно-медицинскую академию в Санкт-Петербурге. Врач, долгое время практиковал в родной станице Кавказской, затем служил врачом в Армавире. Владел домом. С 1905 и не раньше 1915 лидер армавирской группы кадетов.
6 февраля 1907 избран во Государственную думу II созыва от съезда уполномоченных от казачьих станиц Кубанской области. Вошёл в состав Конституционно-демократической фракции и Казачьей группы. Состоял в думской комиссии о свободе совести. 17 мая 1907 года отказался от звания депутата Государственной Думы.
24-31 мая 1915 избран депутатом первой Городской думы Армавира. 2 июля 1915 года избран старшим гласным городской думы.
Дальнейшая судьба и дата смерти неизвестны.

### Рекомендуемые источники
- Российский государственный исторический архив. Фонд 1278. Опись 1 (2-й созыв). Дело 219; Дело 580. Лист 2-3.